# ヴィルヘルム・シュタイニッツ
ヴィルヘルム・シュタイニッツ（Wilhelm Steinitz, 1836年5月17日 - 1900年8月12日）は、19世紀に活動したチェスプレーヤーである。オーストリア帝国のプラハ（現在のチェコの首都）に生まれた。公式の初代チェス世界チャンピオンになった。
シュタイニッツは26歳の時にプロのプレーヤーとなり、1866年に当時非公式の世界チャンピオンだったアドルフ・アンデルセンに勝利してチャンピオンとなった。1886年に初の公式世界選手権戦が行われ、ヨハネス・ツッケルトルトに勝利した事により公式の世界チャンピオンとなった。
1888年11月23日、彼はアメリカの市民権を取得し、名前をドイツ語風のヴィルヘルムから英語風のウィリアムに変更した。
1894年にエマーヌエール・ラスカーに敗れ世界チャンピオンのタイトルを失う。2年後のリターンマッチにも敗れ、チェスの一線から身を引く様になる。その後シュタイニッツは精神を患う様になり、ニューヨークで亡くなった。
チェスの選手であることに誇りを持っていた。晩年、ある大会で優勝したシュタイニッツは「私は老いぼれたライオンですけどね、口の中に指を入れられれば噛み千切ってやりますよ」と自負したという。